# ایوانو بلاسون
ایوانو بلاسون (به ایتالیایی: Ivano Blason) بازیکن فوتبال و اهل ایتالیا است 

## تیم ملی
از سال ۱۹۵۰ میلادی عضو تیم ملی فوتبال ایتالیا بوده و در ۱ بازی ملی حضور داشته‌است. او در بازی‌های ملی‌اش گلی به ثمر نرساند.
ایوانو بلاسون آخرین بازی ملی خود را در سال ۱۹۵۰ میلادی انجام داد.